# 中国自然保护区
中国自然保护区，是根据《中华人民共和国自然保护区条例》，对代表性的自然生态系统、珍稀濒危野生动植物物种的天然集中分布区、有特殊意义的自然遗迹等保护对象所在的陆地、陆地水体或者海域，依法划出一定面积予以特殊保护和管理的区域。中国现有474处国家级自然保护区。各级自然保护地总数超过12,000个。